# Plexippus coccinatus
Plexippus coccinatus är en spindelart som beskrevs av Tord Tamerlan Teodor Thorell 1895. Plexippus coccinatus ingår i släktet Plexippus och familjen hoppspindlar. Inga underarter finns listade i Catalogue of Life.